# Давід Олафссон
Давід Олафссон (ісл. Davíð Ólafsson, нар. 15 травня 1995, Коупавогюр, Ісландія) — ісландський футболіст, фланговий захисник шведського клуба «Кальмар» та національної збірної Ісландії.

## Ігрова кар'єра

### Клубна
Давід Олафссон є вихованцем клубу «Брєйдаблік» зі свого рідного міста. У клубі він пройшов шлях від дитячої команди до основи. 2013 рік футболіст провів, граючи в оренді у клубі третього дивізіону «Аугнаблік». Після чого повернувся до «Брєйдабліка» і у травні 2014 року дебютував у першій команді. За п'ять сезонів в команді Олафссон ставав срібним призером чемпіонату та фіналістом Кубку країни.
У лютому 2019 року Олафссон підписав трирічний контракт з норвезьким клубом «Олесунн». У першому ж сезоні разом з командою Олафссон виграв першість Другого дивізіону чемпіонату Норвегії та вийшов до Елітсерії. У червні 2020 року він дебютував у вищому дивізіоні чемпіонату Норвегії.
У січні 2022 року Олафссон як вільний агент перейшов до шведського клубу «Кальмар».

### Збірна
15 січня 2019 року у товариському матчі проти команди Естонії Давід Олафссон дебютував у складі національної збірної Ісландії.

## Досягнення
Брєйдаблік
 Віце - чемпіон Ісландії (2): 2015, 2018
- Фіналіст Кубка Ісландії: 2018